# Cymindis circapicalis
Cymindis circapicalis es una especie de coleóptero de la familia Carabidae.

## Distribución geográfica
Habita en Kirguistán.